# Светозар Вукмановић Темпо
Светозар Вукмановић Темпо (Подгор, код Цетиња, 3. август 1912 — Режевићи, код Петровца, 6. децембар 2000) био је комунистички револуционар, учесник Народноослободилачке борбе, друштвено-политички радник СФРЈ и СР Црне Горе, јунак социјалистичког рада и народни херој Југославије.

## Биографија
Рођен је 3. августа 1912. у селу Подгор, недалеко од Цетиња. Потиче из угледне сељачке породице. Његови родитељи — отац Никола и мајка Марија, рођена Пејовић — имали су четворо деце: синове Ђуру, Луку и Светозара и ћерку Милицу. Његов отац је једно време радио у рудницима Северне Америке, а после се вратио и бавио земљорадњом. После уједињења Црне Горе и Србије 1918. године, његов отац је био присталица зеленаша, због чега је био ухапшен и провео две године у затвору.
Вукмановић је завршио основну школу у родном селу са одличним успехом, а затим је, противно очевој вољи, пошао за старијом браћом у гимназију на Цетиње. За време гимназијских дана био је члан литерарне дружине, а у осмом разреду је био председник удружења литерарне дружине. 

### Студентски дани
По завршетку гимназије, 1931. године, заједно са својим братом од стрица Бранком, отишао је у Београд, где је уписао Правни факултет. Један од професора који му је током студија предавао био је Слободан Јовановић, кога је Темпо до краја живота ценио. Дипломирао је 1935. године.
Прва знања о комунизму и Совјетском Савезу, Светозар је добио од свог најстаријег брата Ђура, који је, студирајући филозофију у Паризу, дошао у додир с комунистима и постао члан Комунистичке партије Француске. Пошто се разболео, током боравка у затвору у Италији, 1927. године се вратио у родно место, где је убрзо умро. Под његовим утиском, Светозар и Бранко, његов брат од стрица и нераздвојни друг из детињства, су постали комунисти и почели да проучавају марксистичку и совјетску литературу.
Иако се још током гимназијских дана осећао комунистом, није био члан Комунистичке партије Југославије (КПЈ), јер је она тада, услед веома лоших услова десетогодишњег илегалног рада и прогона њених чланова, била веома слаба и неактивна. Тек по доласку на Правни факултет, укључио се у борбу револуционарног студентског покрета, који је био веома активан и снажан на Београдском универзитету. 
Учествовао је у великим новембарским демонстрацијама, новембра 1931. године, због чега је идуће школске године избачен из студентског дома. Потом је становао приватно, а једно време живео је заједно са Ђуром Стругаром, који му је био друг из гимназије. Преко свог брата од стрица, Бранка Вукмановића и друга из гимназије Бранка Драшковића, почетком 1933. године, ступио је у Комунистичку партију Југославије. Заједно са њим у Партију, тада је ступило и неколико његових другова из гимназије, међу којима и Новица Улићевић, Димитрије Живановић, Ратомир Поповић, Бранко Машановић и Ђуро Стругар.
Као члан Акционог одбора студентског правничког друштва, од новембра 1934. године, био је један од организатора и руководилаца борбе студентске омладине. Неколико пута је био међу организаторима избора за Стручно удружење, али су избори сваки пут поништавани, због победа прореволуционарних студентских удружења. Заједно са Мирком Томићем, Ђуром Стругаром, Вукманом Крушчићем и другим студентима-комунистима, био је један од организатора и активних учесника великих студентских штрајкова на Београдском универзитету од 1933. до 1935. године. 
Због учешћа у организовању студентских штрајкова, више пута је био хапшен. Први пут је ухапшен, после студентских демонстрација, априла 1934. године, када је у београдском затвору „Главњача“ провео осам дана. Поново је ухапшен, после студентских демонстрација против затварања студената у концентрациони логор у Вишеграду, почетком фебруара 1935. године. Тада је и сам послат у логор у Вишеград, где је био од 4. фебруара до 20. марта 1935. године, када је логор расформиран, под притиском демократске јавности. По изласку из затвора, јуна 1935. године је дипломирао.

### Партијски рад
После завршетка факултета, 1935. године, одлуком Партије одређен је да ради на формирању нових и јачању постојећих партијских организација у Црној Гори. Најпре је радио на формирању партијских организација у Црногорском приморју, по селима од Будве до Петровца. Потом је са Николом Ђоновићем, посланичким кандидатом Уједињене опозиције за Барски срез, организовао народне зборове у свим већим местима Барског среза. На тим зборовима, наступао је и говорио у име радника, због чега је био ухапшен и неколико дана је провео у затвору у Цетињу.
У јесен 1935. године, поново је дошао у Београд, где је у паузи до позива у војску, радио са Угљешом Даниловићем у Месном комитету СКОЈ-а за Београд. Пошто се тада налазио у веома тешкој материјалној ситуацији, јер му је брат Лука престао слати новац, због његове повезаности с комунистима, становао је код друга Ника Вучковића. Као члан Месног комитета СКОЈ-а за Београд, ангажовао се у политичком раду са студентском и радничком омладином и у организовању штрајкова и других акција београдских радника и студената. После једне провале у партијску организацију, био је ухапшен и затворен најпре у затвору „Главњача“, а потом у затвору на Ади Циганлији. 
Пошто је у полицијским евиденцијама био означен као комуниста, војску није служио у Школи резервних официра, што му је као дипломираном правнику по закону припадало, већ у трупи са обичним војницима. Најпре је био у Суботици, а потом је прекомандован у Приштину. Пошто је средином 1936. године у Црној Гори избила велика провала у партијску организацију, он је по налогу суда из Сарајева ухапшен у војсци и спроведен у Сарајево (због великог броја ухапшених у Црној Гори, део ухапшених је спровођен у Сарајево и Београд). Био је терећен због партијске активности у Црногорском приморју, током лета 1935. године. Током боравка у затвору, заједно са Павлом Ковачевићем, борио се за боље услове затвореника. Услед притиска јавности у Црној Гори, која је захтевала да се ухапшени предају судским властима, заједно са још дванаесторицом затвореника пребачен је у Београд и предат Државном суду за заштиту државе. Услед недостатка доказа, био је ослобођен, а време проведено у затвору му је урачунато у војни рок, тако да је убрзо по повратку у војску, средином 1937. године, пуштен кући.
По повратку из војске, једно време је боравио у родном селу, а потом на мору у Петровцу. Потом се састао са Блажом Орландићем, чланом новоформираног Покрајинског комитета КПЈ за Црну Гору и Боку, који га је упознао са стањем партијске организације у Црној Гори, после велике полицијске провале из 1936. године. Убрзо потом је на предлог Јована Мариновића, секретара Покрајинског комитета, отишао у Никшић, где је радио као приправник код адвоката Гојка Гарчевића, иначе симпатизера КПЈ и активно учествовао у организовању и јачању партијских организација. У Никшићу је остао све до почетка 1938. године, када је поново отишао у Београд. 
По доласку у Београд, по савету Борише Ковачевића, запослио се као приправник код адвоката Ђуровића и учланио се у Удружење адвокатских приправника. Иако је у овом периоду слабије политички деловао, био је ухапшен, јер је код њега пронађен један партијски летак, за који је полиција сумњала да је проглас Централног комитета КПЈ. У нади да су на трагу неком од чланова ЦК, полицајци су га упорно мучили, а ислеђења су вршили полицијски агенти Светозар Вујковић и Ђорђе Космајац. Он је упорно ћутао, а после десетодневног штрајка глађу предат је Суду за заштиту државе и пребачен у затвор на Ади Циганлији. Пошто суд није могао доказати да је материјал пронађен код њега, уопште материјал КПЈ, а камоли ЦК КПЈ, био је ослобођен свих оптужби и пуштен на слободу.

### Револуционарни рад
Затим је изабран за члана Месног комитета КПЈ за Београд, а јуна 1939. године и за члана ПК КПЈ за Србију. 
Од тада, па до почетка рата, 1941. године, по задатку ПК КПЈ за Србију и ЦК КПЈ, радио је на ширењу мреже партијских ћелија у Србији и Македонији, као и организацији партијске технике (организовао је штампање летака, илегалних партијских листова и другог материјала). Од ЦК КПЈ био је задужен да организује штампање и растурање илегалног материјала у Србији, Војводини, Македонији, Косову и Метохији, Црној Гори и Босни и Херцеговини. По задатку ЦК КПЈ, августа 1939. године, радио је у Македонији, као партијски инструктор, а у лето 1940. године, као инструктор ПК КПЈ за Србију, у унутрашњости Србије: у Нишу, Зајечару и рудницима источне Србије. У јесен 1940. као делегат ЦК КПЈ присуствовао је Покрајинској конференцији КПЈ за Македонију.
На Петој покрајинској конференцији КПЈ за Србију, јуна 1940. године, изабран је за члана Покрајинског комитета и делегата за Пету земаљску конференцију КПЈ. На овој конференцији КПЈ, октобра 1940. године, у Загребу, поднео је извештај о стању партијске технике и био изабран за члана Централног комитета КПЈ. Тада је и добио надимак „Темпо“. Говорећи о динамичности политичких догађаја на које комунисти, а посебно партијска штампа и илегална партијска техника, морају благовремено реаговати и о томе обавештавати масе радника и грађана, Вукмановић је често истицао бржи темпо политичког рада.
Непосредно пред почетак рата, радио је у Београду, на организовању и техничком опремању илегалних партијских штампарија ПК КПЈ за Србију и ЦК КПЈ. У том периоду користио је обавештајни надимак „Дугачки“ Био је један од организатора и руководилаца великих демонстрација и манифестација у Београду 27. марта 1941. године.

### Народноослободилачка борба
После окупације Краљевине Југославије, наставио је да ради на организовању илегалних штампарија ЦК КПЈ (на Бањичком венцу и Авалском друму). Присуствовао је историјској седници Политбироа ЦК КПЈ, 4. јула 1941. године, на Дедињу, на којој је донета одлука о почетку оружаног устанка народа Југославије. Од тада па до краја рата, по задатку ЦК КПЈ и Главног штаба, у разним крајевима Југославије обављао је истакнуте војне и политичке дужности.
Као делегат Главног штаба НОПО Југославије и опуномоћени делегат ЦК КПЈ одлази у Босну и Херцеговину. Под његовим руководством, 13. јула 1941. године, одржан је састанак Покрајинског комитета КПЈ за БиХ, на коме је пренео директиву ЦК КПЈ о почетку општенародног устанка и развоју оружане борбе према условима у појединим крајевима БиХ. Учествовао је у доношењу најважнијих одлука и решавању многих питања и вођењу оружане борбе у првим месецима устанка у БиХ, нарочито у источној Босни.
На саветовању у Столицама, 26. септембра 1941. године, постављен је за команданта Главног штаба НОП одреда БиХ и изабран за члана Врховног штаба НОПО Југославије. На политичком раду у Босни и Херцеговини, остао је све до краја 1942. године, када је по одлуци ЦК КПЈ и Врховног штаба, упућен у Македонију.
Као опуномоћени делегат ЦК КПЈ и Врховног штаба, добио је задатак да у јужним деловима Југославије организује и ојача партијска руководства, помогне оживљавање оружане борбе и организовање партизанских одреда и бригада. Пружио је велику помоћ стварању, развоји и раду КП Македоније и НОВ и ПО Македоније. 
Ослободилачки покрет у Македонији, на Косову и Метохији и на југу Србије у 1943. и 1944. години нагло је јачао и постао масовнији. Формирани су партизански одреди и бригаде, а потом дивизије и корпуси. Поред тога, Темпо је одлазио у Грчку и Албанију, успоставио везе с Бугарском комунистичком партијом и одржавао везе и састанке с представницима Централних комитета и Главних штабова ових земаља због јачања, повезивања и координације ослободилачке борбе балканских народа.
Средином 1944. године, Темпо је авионом отпутовао, из Македоније за Бари (Италија), а одатле бродом на острво Вис, где је на састанку Политбироа ЦК КПЈ и Врховног штаба НОВ и ПОЈ констатовано да је Темпо веома успешно обавио све задатке ЦК и Врховног штаба у Македонији и на Косову и Метохији. После тога, вратио се на партијски рад у Македонију, где је остао до новембра 1944, када је на позив ЦК КПЈ, дошао у ослобођени Београд.

### Послератни период
После ослобођења Југославије, Светозар Вукомановић Темпо је био начелник Главне политичке управе Југословенске армије и помоћник министра за народну одбрану ФНРЈ, маршала Тита, од 1945. до 1948. године. Један је од оснивача Југословенског спортског друштва Партизан, коме је дао назив.
Након тога, био је министар рударства Владе ФНРЈ, председник Савета за енергетику и екстрактивну индустрију Владе ФНРЈ и председник Савета за индустрију Владе ФНРЈ. Од 1953. године председник је Привредног савета и потпредседник Савезног извршног већа (СИВ), од 1954. до 1958, а затим члан Извршног одбора СУБНОР-а Југославије и председник Централног већа Савеза синдиката Југославије, од 1958. до 1967. Био је члан Савета народне одбране, члан Савета федерације и члан Извршног одбора Савезног одбора ССРН Југославије. Од новембра 1945. до априла 1969. године биран је за посланика Савезне скупштине СФРЈ.
На Петом конгресу КПЈ, јуна 1948. године, изабран је за члана Централног комитета КПЈ, од 1952. године члан је Извршног комитета ЦК СКЈ, а од октобра 1966. године члан је Председништва ЦК СКЈ. До Деветог конгреса СКЈ био је члан Централног комитета СКЈ.
Године 1971. написао је књигу Револуција која тече и то је била прва мемоарска књига високог југословенског руководиоца са разним анегдотама. Живео је повучено све до 1986. године, када је на предлог вође групе Бијело дугме Горана Бреговића пристао да заједно с њим отпева стару револуционарну песму Падај сило и неправдо, као прелудијум за песму која је истовремено била и наслов новог албума Пљуни и запјевај моја Југославијо. Поред Темпа, у прелудијуму је учествовала и група штићеника дома за напуштену децу Љубица Ивезић у Сарајеву.
Светозар Вукмановић је имао чин генерал-пуковника ЈНА у резерви. Волео је сликарство и имао велику збирку вредних слика.
Умро је 6. децембра 2000. у селу Режевићима, код Петровца, у Црној Гори. По сопственој жељи, сахрањен је у родном селу Подгору у Црмници, поред убијеног брата Луке и чланова најближе породице.

## Књиге и одликовања
Написао и објавио више књига, од којих су најзначајније:
- Како и зашто је народноослободилачки покрет Грчке поражен, Београд 1950.
- Привредни развој и социјалистичка изградња (1948—1958) — изабрани говори и чланци, Београд 1964.
- Актуелни проблеми интеграције, Београд 1965.
- Мемоари — Револуција која тече 1-3, Београд, 1971.
- Борба за Балкан, Загреб 1981.
- Мемоари — Револуција која тече 4-7, Београд 1985.
- Да ли су четници Драже Михаиловића фашистички или антифашистички или само колаборационистички покрет, Београд 1990.
- Писма из Режевића, Цетиње 1992.

Носилац је Партизанске споменице 1941. и других југословенских одликовања, међу којима су — Орден југословенске велике звезде, Орден јунака социјалистичког рада, Орден народног ослобођења, Орден партизанске звезде са златним венцем, Орден заслуга за народ са златном звездом, Орден братства и јединства са златним венцем и Орден за храброст. Носилац је и грчког Краљевског Ордена Ђорђа I степена Великог крста. Орденом народног хероја одликован је 20. децембра 1951. године.